# Leptoxenus bimaculatus
Leptoxenus bimaculatus là một loài bọ cánh cứng trong họ Cerambycidae.